# پشت‌آبششان
پُشت‌آبشُشان (Opisthobranchia) گروهی بزرگ و متنوع از شکم‌پایان آبزی پیچیده و تخصصی‌شده هستند که پیش از این با دگرآبششان Heterobranchia در یک دسته قرار می‌گرفتند اما امروزه آن‌ها را یک گروه فراگیر monophyletic جدا می‌دانند.
در میان پشت‌آبششان، مجموعه دیگری نیز دسته‌بندی شده که هوپشت‌آبششان Euopisthobranchia نام‌گذاری شده و شماری از پشت‌آبششان «سنتی» جزو آن نیستند.
پشت‌آب‌ششان دو جفت شاخک دارند. آن‌ها یک آبشش دارند که در پشت قلب و در سمت راست آن قرار گرفته است. (به جانورانی که آبشش آن‌ها در جلوی قلبشان باشد جلوآبشش Prosobranch می‌گویند.)
جانداران پشت‌آب‌شش از کربونیفر به این‌سو یافت شده‌اند.